# Tibane
Tibane è un comune dell'Algeria, situato nella provincia di Béjaïa.